# Helius (Helius) nawaianus
Helius (Helius) nawaianus is een tweevleugelige uit de familie steltmuggen (Limoniidae). De soort komt voor in het Palearctisch gebied.